# 38 Special
38 Special (také psáno .38 Special nebo Thirty-Eight Special) je americká rocková skupina, která vznikla v Jacksonville na Floridě, založili ji kamarádi Don Barnes a Donnie Van Zant v roce 1975. Na prvních dvou albech byl hlavně jižanský rock. Od začátku 80. let 20. století, začali hrát více arena rock než jižanský rock.

## Diskografie

### Studiová alba
| Rok  | Název                       | US  | RIAA     |
| ---- | --------------------------- | --- | -------- |
| 1977 | 38 Special                  | 148 |          |
| 1978 | Special Delivery            |     |          |
| 1980 | Rockin' into the Night      | 57  |          |
| 1981 | Wild-Eyed Southern Boys     | 18  | Platinum |
| 1982 | Special Forces              | 10  | Platinum |
| 1984 | Tour de Force               | 22  | Platinum |
| 1986 | Strength in Numbers         | 17  | Gold     |
| 1988 | Rock & Roll Strategy        | 61  |          |
| 1991 | Bone Against Steel          | 170 |          |
| 1997 | Resolution                  |     |          |
| 2001 | A Wild-Eyed Christmas Night |     |          |
| 2004 | Drivetrain                  |     |          |